# Mick Jackson
Mick Jackson (ur. 4 października 1943 w Aveley w hrabstwie Essex) – brytyjski reżyser filmowy i telewizyjny. Laureat nagrody Emmy za najlepszą reżyserię filmu telewizyjnego dla Temple Grandin.

## Filmografia
- Threads (1984)
- Chattahoochee (1989)
- Historia z Los Angeles (1991)
- Bodyguard (1992)
- Detektyw bez pamięci (1994)
- Świadek oskarżenia (1995)
- Wulkan (1997)
- Wtorki z Morriem (1999)
- Pierwsze 20 milionów (2002)
- Na żywo z Bagdadu (2002)
- Program Hades (2006)
- Córka opiekuna wspomnień (2008)
- Temple Grandin (2010)
- Kłamstwo (2016)